# Gallienus diadalíve
Gallienus diadalíve vagy Porta Esquilina (olaszul Arco di Giallo, latinul Porta Esquilina) ókori kapu Rómában az Esquilinius dombján.
A Porta Esquilina a Servius-féle fal része volt, már Augustus korában újjáépítették. Máig fennmaradt átjárója két részből, két kisebb ívből áll. Nevét (Arcus Gallieni) egy később keletkezett feliratnak köszönheti.

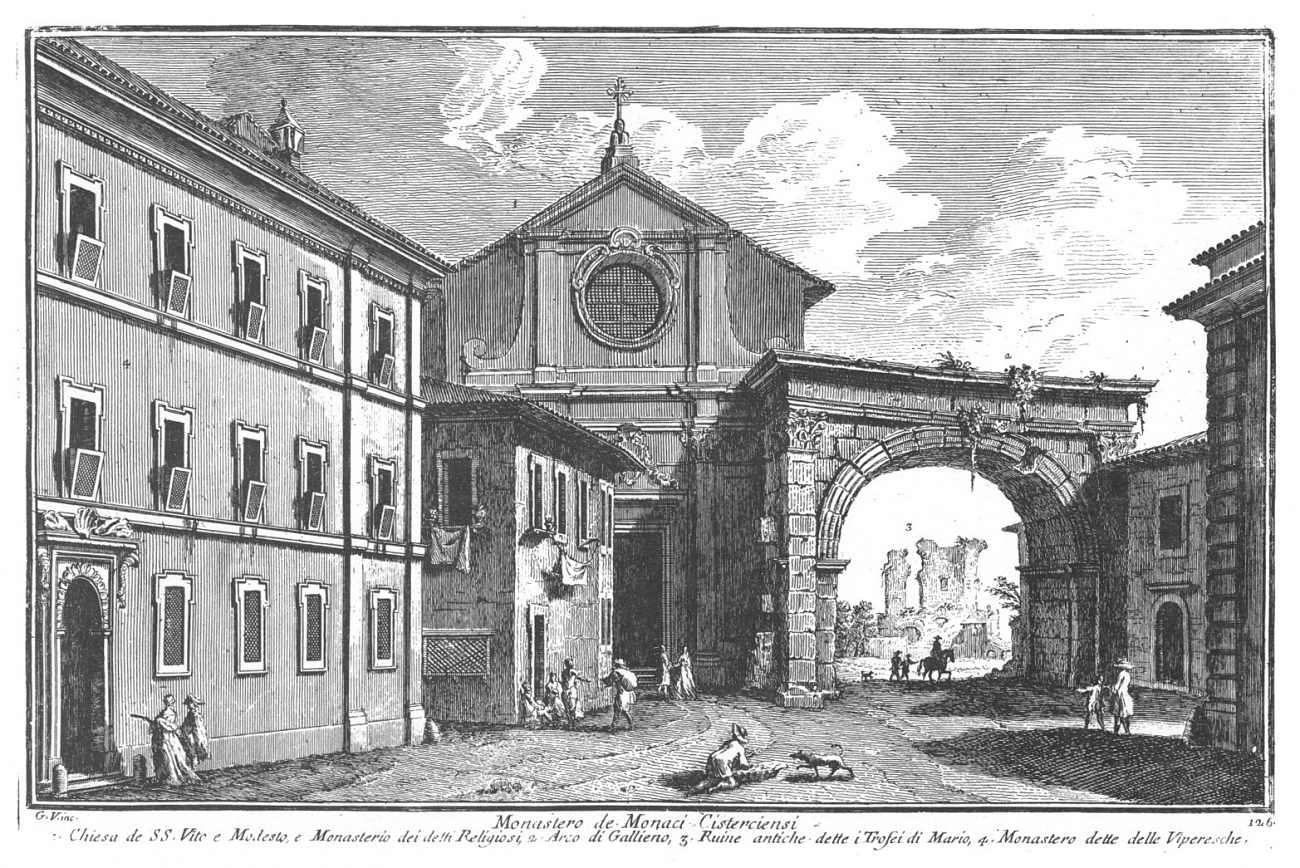
18. századi ábrázolás

## Lásd még
- Servius-féle fal

## Szakirodalom
- Mauro Quercioli: Le mura e le porte di Roma. Newton Compton Ed., Roma, 1982 (olasz)
- Laura G.Cozzi: Le porte di Roma. F.Spinosi Ed., Roma, 1968 (olasz)
- Filippo Coarelli: Guida archeologica di Roma. A.Mondadori Ed., 1984 (olasz)
- Giuliano Malizia: Gli archi di Roma. Newton Compton Ed., Roma, 2005 (Olasz)

## Külső hivatkozások
- Róma antik emlékeiről (olasz)A Chicagoi Egyetem honlapján (angol)
- A múlt rejtélyei (német honlapon)
- A Servius-féle fal (spanyol)